# Dobra Myśl (Katowice)
Dobra Myśl – dawna kolonia robotnicza powstała na terenie Józefowca w Katowicach, na granicy dwóch dzielnic: Dębu i Wełnowca-Józefowca, w rejonie ulic: prof. Jana Mikusińskiego i Bytkowskiej.
Powstała na przełomie XIX i XX wieku w pobliżu kolonii Agnieszki jako kolonia Józefowca. W tym czasie wzniesiono budynki bez dostępu do wodociągu i kanalizacji. W okresie kryzysu gospodarczego lat trzydziestych na zlecenie władz gminy Wełnowiec powstały tu baraki dla bezrobotnych. W 1924 roku kolonia została włączona do gminy Wełnowiec, w 1951 roku do Katowic. Na terenie Dobrej Myśli w latach 60. XX wieku powstało osiedle mieszkaniowe wielokondygnacyjnych bloków mieszkalnych, wypierając pierwotną zabudowę kolonii. Nazwa dawnej kolonii zachowała się w nazwie kompleksu rodzinnych ogrodów działkowych – Dobra Myśl, które w grudniu 2007 miały 0,84 ha powierzchni i składały się z 20 działek. Ogrody te powstały w 1983 roku wzdłuż byłych koszar wojskowych.